# 20 юни
20 юни е 171-вият ден в годината според григорианския календар (172-ри през високосна). Остават 194 дни до края на годината.

## Събития
- 451 г. – Битка на Каталаунските полета: Войските на римския военноначалник Флавий Аеций спират ордите на хуна Атила.
- 840 г. – Руан е нападнат от викингите, които достигат по река Сена.
- 1774 г. – Руският генерал Александър Суворов нанася поражение на османската армия при село Козлуджа (днешно Суворово).
- 1819 г. – Американският параход „Савана“ пристига в Ливърпул и става първият кораб с парен двигател, който прекосява Атлантическия океан.
- 1837 г. – Кралица Виктория се възкачва на британския престол.
- 1840 г. – Самюъл Морз получава патент за телеграфа.
- 1863 г. – Американска гражданска война: Западна Вирджиния е приета като 35-ия щат на САЩ.
- 1895 г. – Открит е Килският канал, свързващ Северно море и Балтийско море.
- 1904 г. – В Париж е основана Международната автомобилна федерация.
- 1939 г. – В Германия е осъществен първият в света полет на самолет с реактивен двигател.
- 1948 г. – Дебютира Шоуто на Ед Съливан по телевизията.
- 1949 г. – Папата отлъчва от църквата комунистическите лидери на Чехословакия.
- 1952 г. – Президентът на САЩ Хари Труман подписва Закон за чуждестранната помощ.
- 1954 г. – Официално е отворен за експлоатация Дунав мост, свързващ България и Румъния.
- 1960 г. – Федерация Мали придобива независимост от Франция (впоследствие се разделя на Мали и Сенегал).
- 1963 г. – Студената война: Между държавните глави на САЩ и СССР е установена гореща линия след приключване на Кубинската ракетна криза.
- 1969 г. – Населението на Родезия (дн. Зимбабве) гласува в референдум за провъзгласяване на страната за република.
- 1969 г. – Жорж Помпиду встъпва в длъжност като президент на Франция.
- 1973 г. – Хуан Перон се завръща в Аржентина след 18-годишно изгнание.
- 1977 г. – Петролопроводът Трансаляска в САЩ започва официално да функционира.
- 1991 г. – Германският парламент решава да премести столицата от Бон отново в Берлин.
- 1991 г. – Последните съветски части напускат Чехословакия и Унгария.
- 1993 г. – Извършено е първото пробно преминаване на влак през тунела под Ла Манш.
- 1999 г. – Учредена е партия ВМРО – Българско национално движение.
- 2001 г. – Генерал Первез Мушараф се самообявява за президент на Ислямската република Пакистан.
- 2003 г. – В Сейнт Питърсбърг е основана фондацията Уикимедия.

## Родени
- 1566 г. – Сигизмунд III Васа, полско-литовски крал († 1632 г.)
- 1754 г. – Амалия фон Хесен-Дармщат, германска принцеса († 1832 г.)
- 1756 г. – Йозеф Мартин Краус, шведски композитор († 1792 г.)
- 1763 г. – Уолф Тоун, ирландски революционер († 1798 г.)
- 1771 г. – Томас Дъглас, 5-и граф Селкърк († 1820 г.)
- 1786 г. – Марселин Деборд-Валмор, френска поетеса († 1859 г.)
- 1791 г. – Томас Едуард Боудич, английски изследовател († 1824 г.)
- 1819 г. – Жак Офенбах, френски композитор от немско-еврейски произход († 1880 г.)
- 1833 г. – Леон Бона, френски художник († 1922 г.)
- 1862 г. – Марко Лерински, български революционер и войвода († 1902 г.)
- 1866 г. – Иван Бончев, български военен деец († 1958 г.)
- 1868 г. – Борис Шатц, литовски скулптор († 1932 г.)
- 1880 г. – Петър Завоев, български журналист и писател († 1969 г.)
- 1885 г. – Бертолд Фиртел, австрийски поет († 1953 г.)
- 1887 г. – Курт Швитерс, немски художник и поет († 1948 г.)
- 1897 г. – Александър Коробков, руски генерал († 1941 г.)
- 1899 г. – Жан Мулен, герой на френската съпротива по време на Втората световна война († 1943 г.)
- 1905 г. – Лилиан Хелман, американски драматург († 1984 г.)
- 1909 г. – Ерол Флин, австралийски актьор († 1959 г.)
- 1917 г. – Герхард Майер, швейцарски писател († 2008 г.)
- 1922 г. – Александър Сариевски, народен певец от Република Македония († 2002 г.)
- 1924 г. – Чет Аткинс, американски китарист († 2001 г.)
- 1927 г. – Вячеслав Котьоночкин, руски режисьор († 2000 г.)
- 1928 г. – Мартин Ландау, американски актьор († 2017 г.)
- 1931 г. – Олимпия Дукакис, американска актриса от гръцки произход († 2021 г.)
- 1933 г. – Дани Айело, американски актьор († 2019 г.)
- 1934 г. – Живко Гарванов, български актьор († 1998 г.)
- 1934 г. – Юрий Визбор, съветски киноактьор († 1984 г.)
- 1940 г. – Джон Махони, американски актьор от английски произход
- 1941 г. – Алберт Шестерньов, руски футболист († 1994 г.)
- 1941 г. – Улф Мерболд, немски астронавт
- 1942 г. – Браян Уилсън, американски музикант
- 1944 г. – Ангел Сотиров, български психолог
- 1944 г. – Джон Маккук, американски актьор
- 1944 г. – Иван Григоров, български актьор († 2013 г.)
- 1945 г. – Ан Мъри, канадска певица
- 1949 г. – Лайнъл Ричи, американски музикант
- 1949 г. – Симон Багбо, политик от Кот д'Ивоар
- 1952 г. – Джон Гудман, американски актьор
- 1967 г. – Никол Кидман, австралийска актриса
- 1970 г. – Андреа Налес, немски политик
- 1971 г. – Джош Лукас, американски актьор
- 1973 г. – Чино Морено, американски музикант
- 1977 г. – Йорданка Белева, българска поетеса и писателка
- 1978 г. – Франк Лампард, английски футболист
- 1983 г. – Лазар Радков, български доброволец
- 1992 г. – Константина Петрова, български икономист и политик

## Починали
- 537 г. – Силверий, римски папа (* неизв.)
- 840 г. – Людовик Благочестиви, франкски крал (* 778 г.)
- 1176 г. – Михаил I, велик княз на Владимир-Суздал (* неизв.)
- 1597 г. – Вилем Баренц, холандски мореплавател и изследовател (* 1550 г.)
- 1787 г. – Карл Фридрих Абел, немски композитор (* 1723 г.)
- 1837 г. – Уилям IV, крал на Великобритания (* 1765 г.)
- 1866 г. – Бернхард Риман, немски математик (* 1826 г.)
- 1883 г. – Гюстав Емар, френски писател (* 1818 г.)
- 1888 г. – Йохан Цукерторт, германски шахматист (* 1842 г.)
- 1912 г. – Добри Даскалов, български революционер (* 1882 г.)
- 1913 г. – Владимир Попанастасов, български поет (* 1883 г.)
- 1915 г. – Йосиф I, български екзарх (* 1840 г.)
- 1925 г. – Васил Икономов, български анархист (* 1898 г.)
- 1925 г. – Йозеф Бройер, австрийски психиатър (* 1842 г.)
- 1927 г. – Алексей Апостол, финландски диригент (* 1866 г.)
- 1933 г. – Клара Цеткин, германска социалистка (* 1857 г.)
- 1945 г. – Бруно Франк, немски автор, поет, драматург и хуманист (* 1878 г.)
- 1947 г. – Бъгси Сийгъл, американски гангстер (* 1906 г.)
- 1959 г. – Хитоши Ашида, министър-председател на Япония (* 1887 г.)
- 1962 г. – Христо Настев, български революционер (* 1876 г.)
- 1975 г. – Михаил Егоров, съветски сержант (* 1923 г.)
- 1990 г. – Алфред Хейдок, руски писател (* 1892 г.)
- 1995 г. – Емил Чоран, френски писател и философ от румънски произход (* 1911 г.)
- 2000 г. – Карл Микел, немски писател (* 1935 г.)
- 2002 г. – Ервин Чаргаф, австрийски химик (* 1905 г.)
- 2002 г. – Тинус Озендарп, холандски атлет (* 1916 г.)
- 2004 г. – Ханс Цибулка, немски поет и белетрист (* 1920 г.)
- 2005 г. – Джак Килби, американски инженер, Нобелов лауреат през 2000 г. (* 1923 г.)
- 2005 г. – Никола Тодориев, български учен (* 1928 г.)
- 2008 г. – Стоян Величков, български кавалджия (* 1930 г.)

## Празници
- ООН – Международен ден на бежанците (отбелязва се от 2001 г.)
- Аржентина – Ден на националния флаг
- САЩ – Ден на Западна Вирджиния
- Сенегал – Ден на независимостта (1960 г., от Франция)
- Узбекистан – Ден на суверенитета